# Šport u 1971.
◄◄ | ◄ | 1968. | 1969. | 1970. | 1971.  | 1972. | 1973. | 1974. | ► | ►►
Arhitektura • Astronautika • Astronomija • Biologija • Film • Fotografija • Glazba • Kazalište • Kemija • Kiparstvo • Knjige • Književnost • Kršćanstvo • Meteorologija • Medicina • Planinarstvo • Politika • Pravo • Promet • Slikarstvo • Strip • Šport • Televizija • Znanost • Zrakoplovstvo • Željeznički promet
Šport u 1971.

## Svijet

### Natjecanja

#### Svjetska natjecanja
- Od 11. do 19. prosinca – Svjetsko prvenstvo u rukometu za žene u Nizozemskoj: prvak DR Njemačka

#### Kontinentska natjecanja

##### Europska natjecanja
- Od 10. do 19. rujna – Europsko prvenstvo u košarci u Njemačkoj: prvak SSSR

### Osnivanja
- FC Groningen, nizozemski nogometni klub

## Vanjske poveznice
|  | Zajednički poslužitelj ima još gradiva o temi Šport u 1971. |